# Toosa
Toosa (en grec antic Θόωσα) va ser, segons la mitologia grega, una nimfa filla de Forcis i de Ceto i germana de les Gorgones. Els seus pares eren germans.
Va ser estimada per Posidó, que li va donar un fill, Polifem, el gegant d'un sol ull, que va tenir un paper a l'Odissea d'Homer.